# Zipptanskuppe
Die Zipptanskuppe ist ein 656,8 m ü. NHN hoher Berg im Thüringer Schiefergebirge nordöstlich von Wittmannsgereuth im Landkreis Saalfeld-Rudolstadt. Die Kuppe ist einer der höchsten Berge im Umkreis der Stadt Saalfeld.